# Pompás szíbia
A pompás szíbia (Heterophasia pulchella) a madarak osztályának verébalakúak (Passeriformes) rendjébe és a  Leiothrichidae családjába tartozó faj.
A magyar neve forrással nincs megerősítve.

## Rendszerezés
A fajt Henry Haversham Godwin-Austen angol ornitológus írta le 1874-ben, a Sibia nembe Sibia pulchella néven.

## Alfajai
- Heterophasia pulchella nigroaurita (Kinnear, 1944)
- Heterophasia pulchella pulchella (Godwin-Austen, 1874)[2]

## Előfordulása
Dél- és Délkelet-Ázsiában, Kína, India és Mianmar területén honos. Természetes élőhelyei a szubtrópusi vagy trópusi hegyi esőerdők. Nem megfelelő körülmények hatására alacsonyabb területre vonul.

## Megjelenése
Testhossza 23 centiméter, testtömege 35-50 gramm.

## Életmódja
Rovarokkal és magvakkal táplálkozik.
|  |

## Természetvédelmi helyzete
Az elterjedési területe kicsi, egyedszáma ugyan csökken, de még nem éri el a kritikus szintet. A Természetvédelmi Világszövetség Vörös listáján nem fenyegetett fajként szerepel.